# Parczew (gromada w powiecie parczewskim)
Parczew – dawna gromada, czyli najmniejsza jednostka podziału terytorialnego Polskiej Rzeczypospolitej Ludowej w latach 1954–1972.
Gromady, z gromadzkimi radami narodowymi (GRN) jako organami władzy najniższego stopnia na wsi, funkcjonowały od reformy reorganizującej administrację wiejską przeprowadzonej jesienią 1954 do momentu ich zniesienia z dniem 1 stycznia 1973, tym samym wypierając organizację gminną w latach 1954–1972.
Gromadę Parczew siedzibą GRN w mieście Parczewie (nie wchodzącym w jej skład) utworzono 1 stycznia 1962 w powiecie parczewskim w woj. lubelskim. W skład jednostki weszły: a) wsie Brudno i Pohulanka oraz kolonia Komarne z gromady Siemień; b) oraz wsie Jasionka I, Jasionka II, Jasionka III, Wierzbówka, Królewski Dwór, Koczergi, Laski, Sowin, Siedliki i Michałówka z miasta Parczewa w tymże powiecie.
Gromada przetrwała do końca 1972 roku, czyli do kolejnej reformy gminnej. 1 stycznia 1973 w powiecie parczewskim utworzono gminę Parczew.